# 駅前
駅前（えきまえ）は、鉄道駅の出入口の前にあたる場所のことである。転じて鉄道駅周辺地の意味でも使用される。

## 欧州における駅前空間
ヨーロッパの都市ではもともと広場を中心に、教会、集会場、市場等の主要施設が取り囲み、広場及び広場からつながる道路が歩行者空間として機能していた。世界初の旅客鉄道は1830年にイギリスのリヴァプール - マンチェスター間に誕生したが、駅もタウンホールや教会などと同様に都市としての象徴性を備えるようになった。
ヨーロッパの古い歴史を持つ駅には時計があることが多く駅前のシンボルになっていることが多い。

## 日本における駅前空間
1958年、豊田四郎監督で映画『喜劇　駅前旅館』が東京映画の製作、東宝の配給で公開され評判となり、1969年の第24作『喜劇　駅前桟橋』までシリーズ化（駅前シリーズ）され、「駅前」という言葉を社会現象にまで持ち上げた。

### 交通結節点としての駅前
日本国内の大規模な鉄道駅のすぐ前には、駅からその周辺の各地へ向かうバスが発着するバスターミナルや、タクシーのりば、駐輪場などがあり、送迎車用の駐車スペースが用意されている場合もある。小規模な駅でも駐輪場があったり、タクシーや自家用車が止まっていたりすることは多い。

### 公共スペースとしての駅前
近年は駅前に駅前広場という広場を整備して、公園のように使ったり、バスターミナルとして使ったりされている。駅が高架化されている場合には、歩行者専用のペデストリアンデッキが設置され、その下がバスターミナル等に使われることが多い。また、駅前には、銅像などのオブジェがおかれていることがあり、待ち合わせ場所として利用されている他、その都市・地域のシンボルの一つとなる例がよく見られる。（渋谷駅前のハチ公像やモヤイ像、宇都宮駅前の餃子像など）

### 情報発信地としての駅前
駅前には、鉄道を利用して駅にやってきた観光客向けに、周辺地域に関する（県庁所在地等の中心駅ではその県の）観光案内所が設けられている場合もある。また、日本国内の大都市内の鉄道駅や大規模な駅の周辺の建物の外壁や屋上には、企業名や商品名を記載した巨大な広告看板が設置されていることが多く、街頭ビジョンが設置され映像による各種の広報や宣伝も行われている場所もある。この他、駅前は選挙公示期間中に多くの候補者等が演説をするなど、政治活動の場としても好まれる。

### 商業地としての駅前
利便性が高いことから、駅の周辺にデパートや商店街（「駅前商店街」と呼ばれる）があることが多い。また、駅前の雑居ビルには居酒屋やファーストフード店などの飲食店や、消費者金融業者の店も多く見られる。その他駅前はラッシュ時にはたくさんの人で混雑しており、帰宅時には百貨店や商店街で買い物をしていく人々も多い。このような駅前の商店街は鉄道の発展とともに盛んになった。
しかし地方都市では、モータリゼーションや鉄道の衰退などにより訪れる人が減り、さらに、広大な駐車場を備えた郊外型のショッピングセンターに客足を取られて閉鎖するデパートなども多く、地方都市の駅前商店街は衰退傾向にある。

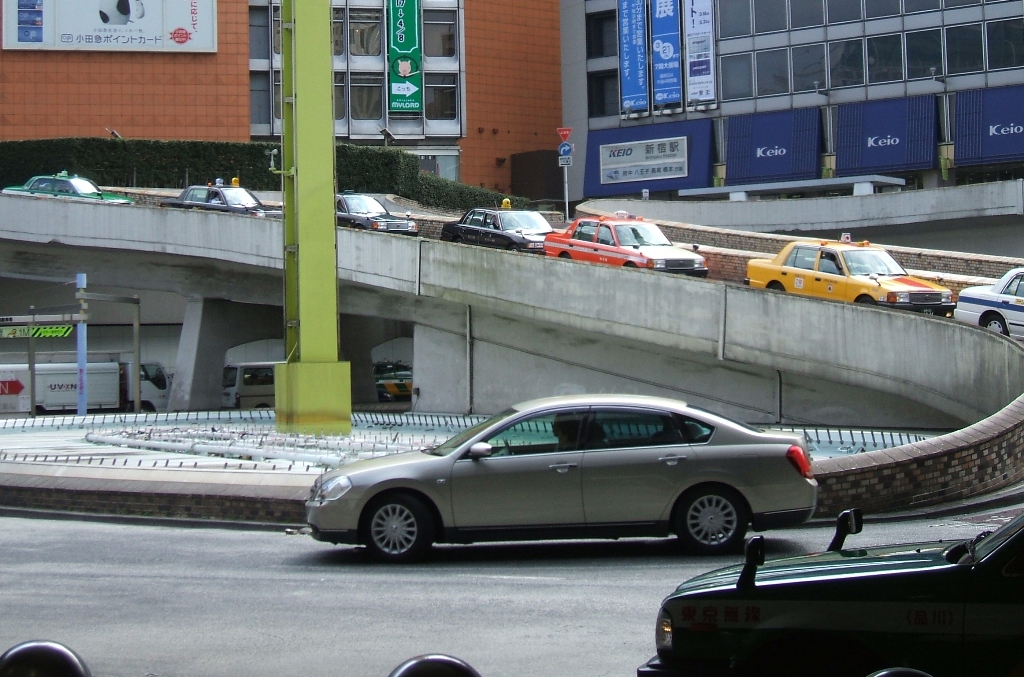
新宿駅西口小型タクシー乗り場
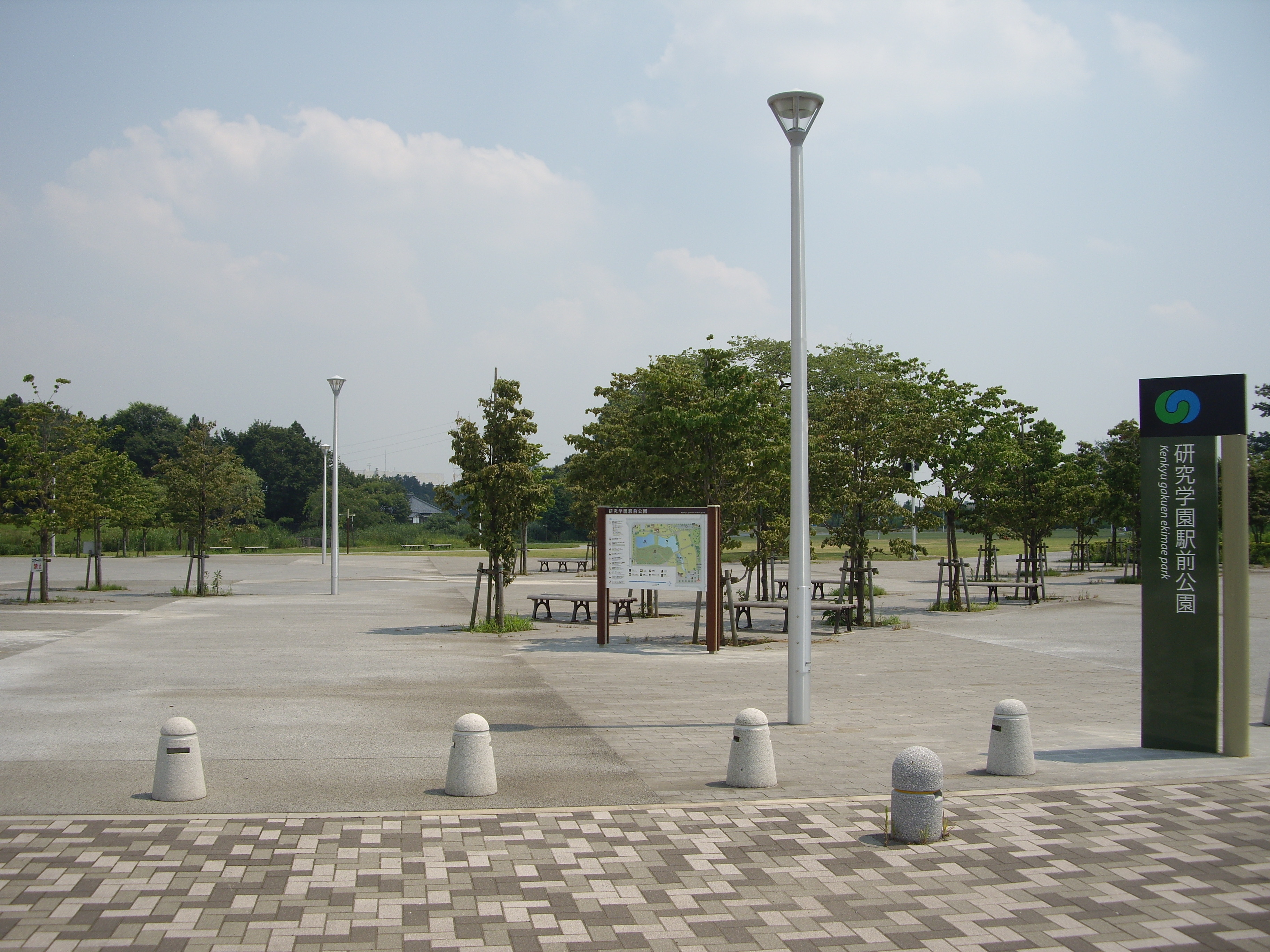
研究学園駅前公園　つくば市
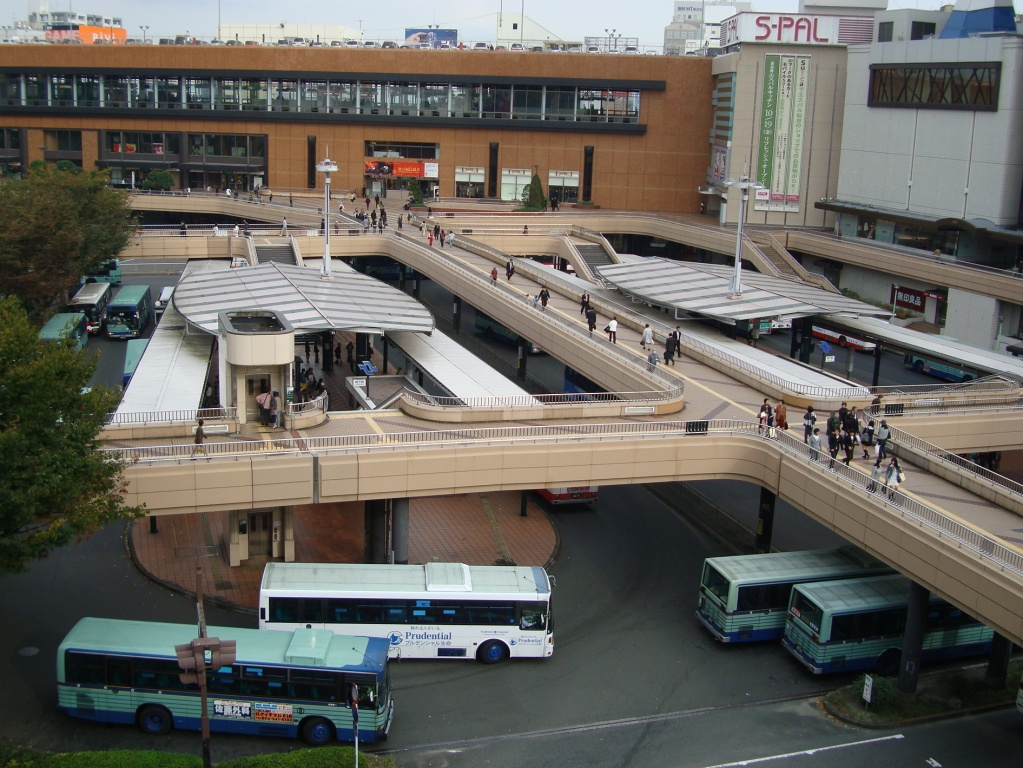
仙台駅西口のペデストリアンデッキ
名古屋駅太閤通口周辺　広告看板や街頭ビジョンが見られる
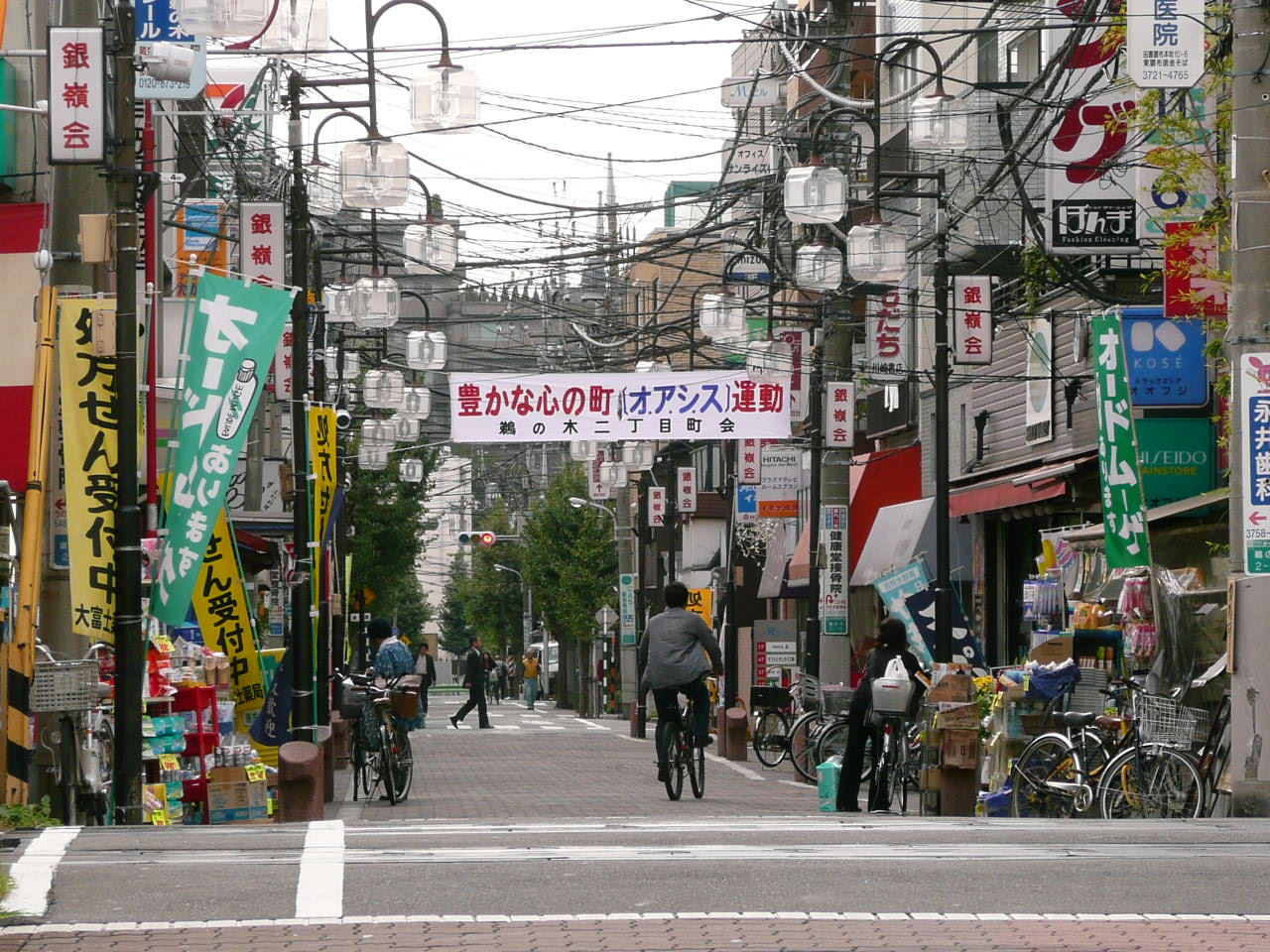
鵜の木駅前の鵜の木商店街　東京都大田区
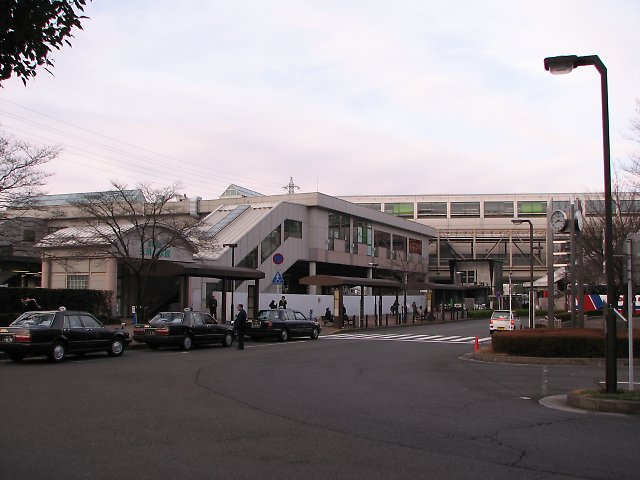
玉川上水駅前ロータリー（2007年）